# 텔멕스
텔멕스(스페인어: Telmex)는 멕시코의 통신 기업이다.